# Larisa Cremaste

Mapa con algunas de las principales ciudades de la antigua Tesalia y zonas adyacentes. Larisa Cremaste estaba situada cerca de la costa, al sur.

Larisa Cremaste (en griego, Κρεμαστὴ Λάρισσα) o Larisa Pelasgia es el nombre de una antigua ciudad griega de Tesalia.
Larisa fue uno de los lugares que sufrió la destrucción provocada por un terremoto en el año 426 a. C.
En el año 200 a. C., durante la segunda guerra macedónica, mientras los romanos y las tropas de Atalo asediaban Óreo, una parte de la flota del  ejército romano navegó hasta Larisa Cremaste y se apoderó de ella, con excepción de su ciudadela.
Estrabón menciona que se encontraba en el distrito de la Ftiótide, al este del monte Otris, en el interior, a una distancia de veinte estadios de la costa, no lejos de la ciudad de Equino.
Se la sitúa entre las poblaciones que se llaman en la actualidad Miles y Pelasgía. Hay una fortificación llamada «Castillo de Pelasgía», que se considera que era la acrópolis de Larisa Cremaste. Los restos de la fortificación así como de tres puertas de las que también hay restos están fechados en los siglos V y IV a. C.